# EHI Geprüfter Online-Shop
EHI Geprüfter Online-Shop ist ein geschütztes Gütesiegel (EHI-Siegel) für Online-Shops, welches von der EHI Retail Institute GmbH vergeben wird. Das EHI-Siegel untersucht Online-Shops auf Basis eines Kriterienkatalogs mit über 200 unterschiedlichen Bewertungskriterien.

## Geschichte
Das EHI-Siegel wurde 1999 zum ersten Mal, als erstes Gütesiegel für den deutschen Online-Handel durch das EHI vergeben. Mittlerweile wurden über 650 Online-Shops zertifiziert. Nahezu 50 % der 100 umsatzstärksten Online-Shops in Deutschland tragen das EHI-Siegel. Diese erwirtschaften ca. 11,5 Mrd. Euro an reinem Online-Umsatz.
Seit 2005 beteiligt sich der Bundesverband E-Commerce und Versandhandel Deutschland e.V. (bevh) als exklusiver Zertifizierungspartner beim EHI-Siegel. Dessen Mitglieder erhalten das spezielle Co-Branding-Gütesiegel „bevh / EHI Geprüfter Online-Shop“. Zu den weiteren Partnern gehören außerdem weitere Verbände, Kanzleien, Agenturen, Anbieter von Shopsoftware und Payment-Lösunge sowie Online-Marktplätze.
Seit 2014 ist EHI Geprüfter Online-Shop außerdem Board-Member der European eCommerce & Omni-Channel Trade Association (EMOTA). Diese gibt seit 2015 das europäische Online-Gütesiegel European Trust Mark heraus, welches Shops auf nationale und europäisch rechtliche Anforderungen hin zertifiziert. Träger des EHI-Siegels und des bevh-EHI-Siegels sind seitdem berechtigt, auch das EMOTA-Siegel zu verwenden.

## Zertifizierungsablauf
Die Prüfung eines Online-Shops gliedert sich in fünf Schritte. Dazu gehörten die Prüfungen:
- der Rechtstexte (AGB, Widerrufsbelehrung, Datenschutzerklärung, gesetzliche Kundeninformationen, Anbieterkennzeichnung etc.).
- der Produktdarstellung.
- der vor- und nachvertraglichen Pflichtinformationen.
- des rechtskonformen Einsatzes von Tracking-Tools wie z. B. Google Analytics.

Zudem werden die sichere Datenübertragung im Bestellvorgang, der sichere Einsatz von Social-Media-Plugins, das E-Mail-Marketing und die Benutzerfreundlichkeit und Optimierungspotentiale zur Verbesserung der Transparenz und der Conversion Rate überprüft. Dazu werden auch Testbestellungen durchgeführt, um ein reibungsloses Einkaufserlebnis für den Verbraucher zu gewährleisten.
Neben der Zertifizierung werden auch weitere Zusatzleistungen wie Kundenbewertungen, Beschwerdemanagement und Rechtstext-Vorlagen angeboten.

### Anmeldung
Der Online-Shop meldet sich unter Angabe der Domain und weiterer Daten auf www.ehi-siegel.de zur Prüfung an. Neben der Zertifizierung können, je nach Bedarf, weitere Produktfunktionen hinzugebucht werden.

### Shop-Prüfung
Nach eingehender Prüfung des Shops anhand des Kriterienkatalogs wird nach maximal 10 Werktagen ein detailliertes und individuelles Prüfprotokoll mit Optimierungspotentialen und – vorgaben an den Betreiber des Online-Shops übergeben.

### Optimierung
Auf Basis des Prüfprotokolls wird der Online-Shop nach Bedarf überarbeitet. Ein persönlicher Ansprechpartner vom EHI begleitet diesen Prozess, um bei der Implementierung und bei kritischen Fragen zu unterstützen.

### Abschlusskontrolle
Nach der Umsetzung der Optimierungspotentiale und -vorgaben wird der Online-Shop erneut durch einen EHI-Experten geprüft. Wurden alle Vorgaben erfolgreich erfüllt, kann der Shop mit dem Gütesiegel „EHI Geprüfter Online-Shop“ ausgezeichnet werden.

### Siegelvergabe
Wenn die Zertifizierung abgeschlossen ist, ist der Shop-Betreiber berechtigt, das Gütesiegel „EHI Geprüfter Online-Shop“ in seinem Online-Shop einzubinden. Dies kann über ein einfaches Bild des EHI-Siegels erfolgen, oder über das EHI-Widget, welches die gültige Zertifizierung und weitere Informationen zum Shop dem Kunden direkt anzeigt.